# Герольсбах
Герольсбах (нем. Gerolsbach) — община в Германии, в земле Бавария. 
Подчиняется административному округу Верхняя Бавария. Входит в состав района Пфаффенхофен-на-Ильме.  Население составляет 3301 человек (на 31 декабря 2010 года). Занимает площадь 58,94 км².
Коммуна подразделяется на 79 сельских округов.